# Olden
Se även Olden, Norge
Olden (jämtska: Årdda) är en liten by i Offerdals socken, Krokoms kommun i västra Jämtland. Byn är belägen mellan Rönnöfors och Frankrike, inte långt från fjället Oldklumpen.

## Historia

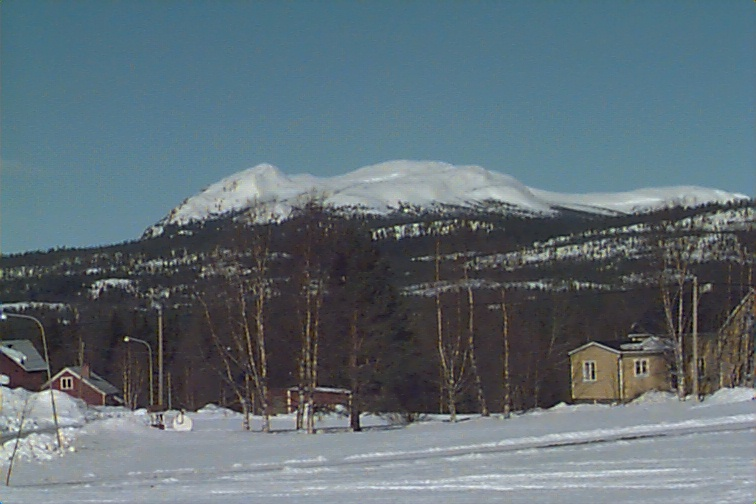
Oldklumpen en vinterdag. Fotot är taget från Olden

Oldens äldre historia är starkt förknippad med den samiska befolkningen i Oldfjällen och därefter med bergsbruket. Den nuvarande byn Olden grundades år 1766 av nybyggaren Nils Persson Lindell från Älvdalen. Jordbruket kom att bli en dominerande näring i byn, vars befolkning växte.
Under sista delen av 1800-talet började skogsavverkningarna i Offerdal och runt år 1900 fick Olden sina två första butiker. Dessa var filialer till andra butiker i Offerdal och hade inledningsvis endast öppet på lördagar. Sedermera fick byn även en skola som dock lades ned på 1970-talet.

## Silvergruvan
I anslutning till Oldklumpen ligger Gruvfjället där man på 1600-talet anlade en silvergruva. I slutet av den dansk-norska tiden i Offerdal, år 1643, upptäckte en same från Oldfjällen silvermalm. Gruvdriften på Oldellfiellet började år 1652 då kronobefallningsmannen Peder Eriksson Niure fick privilegier för bergverksrörelsen av bergskollegium. Intill gruvan byggdes en smedja och ett antal byggnader nedanför fjället vid Överoldsjön. Mellan Över- och Ytteroldsjöarna byggdes en hytta.
Det tillverkade silvret levererades till kungliga myntverket. Niure begärde att en väg skulle byggas från Tångeråsen till Gruvfjället, men det är oklart om någon sådan byggdes. Gruvdriften blev inte så framgångsrik och Niure tvingades 1654 på grund av skulder fly till Tröndelag, där han startade flera bergverk, och verksamheten upphörde.
I samband med Urban Hjärnes resa till Jämtland år 1685 gjordes även ett besök i silvergruvan på Oldfjället. Gruvan innehöll litet silver men ansågs vara rik på bly. 1686 gavs privilegier för blymalmsbrytning i gruvan åt Erik Teet den yngre och Carl Larsson Sparre. Verksamheten upphörde dock redan efter några år. 1737 återupprättades gruvan av Erik Sparrman. År 1738 arbetade ca 20 personer i gruvan, men redan 1740 upphörde brytningen på nytt. Sedan löjtnant Benjamin Gussander 1826 påträffat en ny malmåder vid Övre Oldån, kallat Ytteroldens malmstreck. Brytningen upptogs redan samma år och som mest arbetade 25 man vid gruvan. 1828 upphörde dock åter driften, efter stora problem med ras och vattenfyllning av gruvschakten. Under Mikael von Törne som gruvfogde återupptogs 1837 gruvbrytningen vid såväl Överoldens som Ytteroldens gruva. Gruvdriften tvingades dock äter att läggas ned redan 1840. Med utländskt kapital lyckades Mikael von Törne, konsul i Hamburg att återuppta driften 1846. Lönsamheten uteblev dock och 1850 upphörde brytningen, och en tid senare upphörde övrig verksamhet vid bruket. Avvecklingen av bolaget tog tid, på grund av ekonomiska konflikter mellan intressenter och företagsledning, men 1872 var tvisten avslutad.

## Bergkristaller
Olden är även känt för bergkristaller. Kristallbrottet i Olden beskrivs redan på 1700-talet. I Abraham Hülphers skildring av Jämtland och Härjedalen från år 1775 omnämns ett krystallbrott i Olden. Bergkristall från Oldengruvan användes under andra världskriget i optisk och teleteknisk industri. Omkring 8 personer sysselsattes i kristallbrytningen i Småbergshögruvan. I början såldes kristallerna i oslipat skick i Frankrikegården. Därefter sändes kristallerna till Tjeckoslovakien för slipning.
Kristallbrytningen lades därefter ned, men under lång tid plockades råkristaller för slipning. Offerdalskristallen anses vara ovanligt vattenklar.

## Natur och kultur

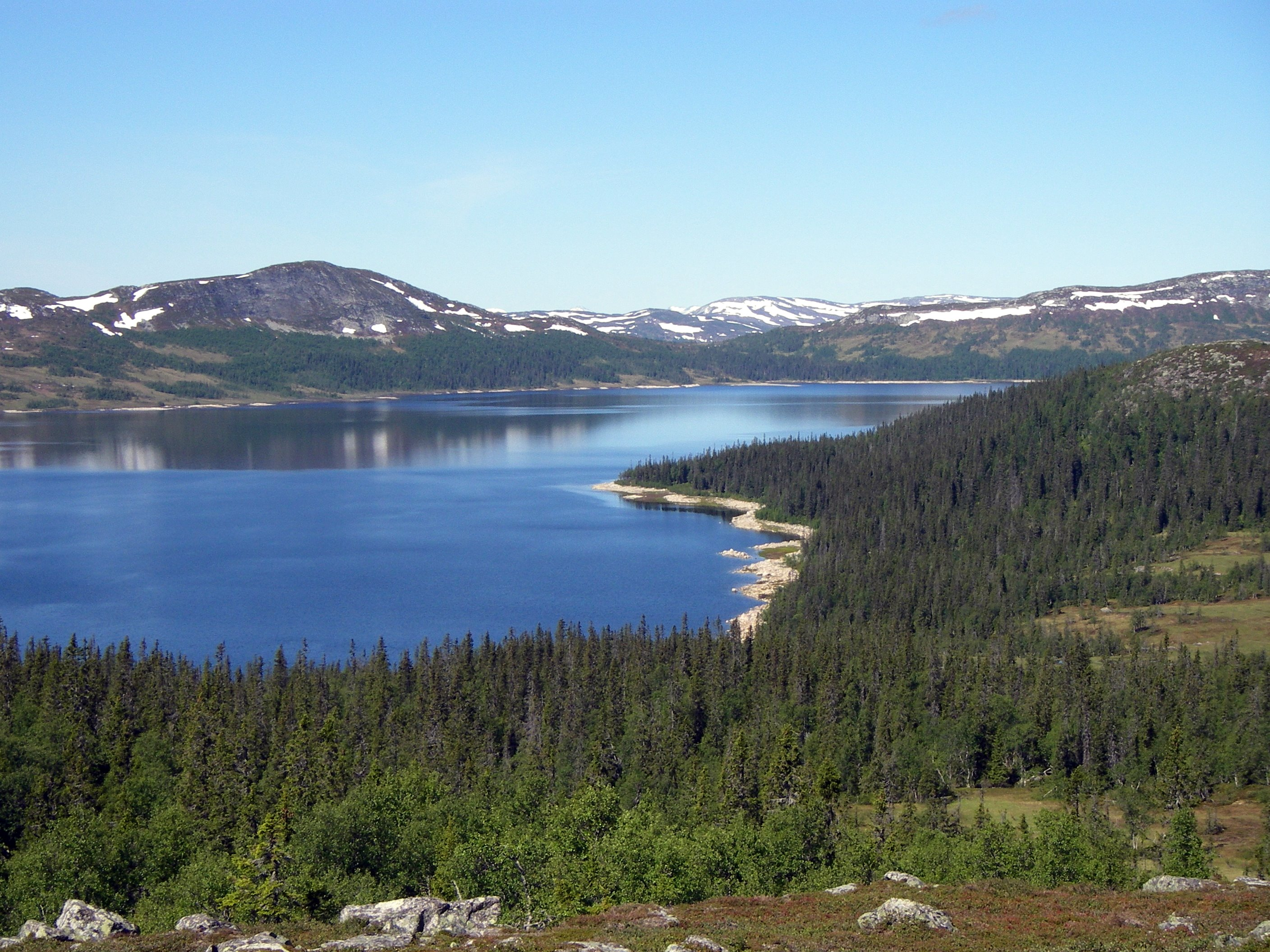
Övre Oldsjön och Oldfjällen.

Olden har fått sitt namn från de omgivande Oldfjällen i norra Offerdal. Byn är belägen vid Yttre Oldsjön.
Vid Oldklumpen och Övre Oldsjön finns ett vattenkraftverk som ägs av Statkraft. På Storrun finns en vindkraftspark.
På 1950-talet anordnades störtlopp från Oldklumpens topp med mål i Frankrikegården. Varje påskafton anordnas i byn pimpeltävlingen Oldpimpeln som brukar attrahera ca 400 tävlanden.